# Thaj
Thaj —en àrab ثاج, Ṯāj— és un lloc preislàmic al nord-est de l'Aràbia Saudita, a uns 90 km del port de Jubayl, al golf Pèrsic, a la vall del uadi al-Miyah. Està a 600 km de Riyadh. S'ha suggerit que Thaj podria ser Gherra, perquè està a la ruta terrestre entre Aràbia i l'Iraq; en tot cas seria una ciutat del període hel·lènic. S'hi han trobat inscripcions hasaítiques en alfabet monumental sud-aràbic però en llengua nord-aràbiga, datades a la meitat del primer mil·lenni. Abu-Ubayda diu que els impostos eren enviats a al-Yamama i que la zona pertanyia als Banu Qays ibn Thalaba i als Anaza ibn Àssad.